# Aconitum degenii
Aconitum degenii là một loài thực vật có hoa trong họ Mao lương. Loài này được Gáyer mô tả khoa học đầu tiên năm 1906.

## Hình ảnh

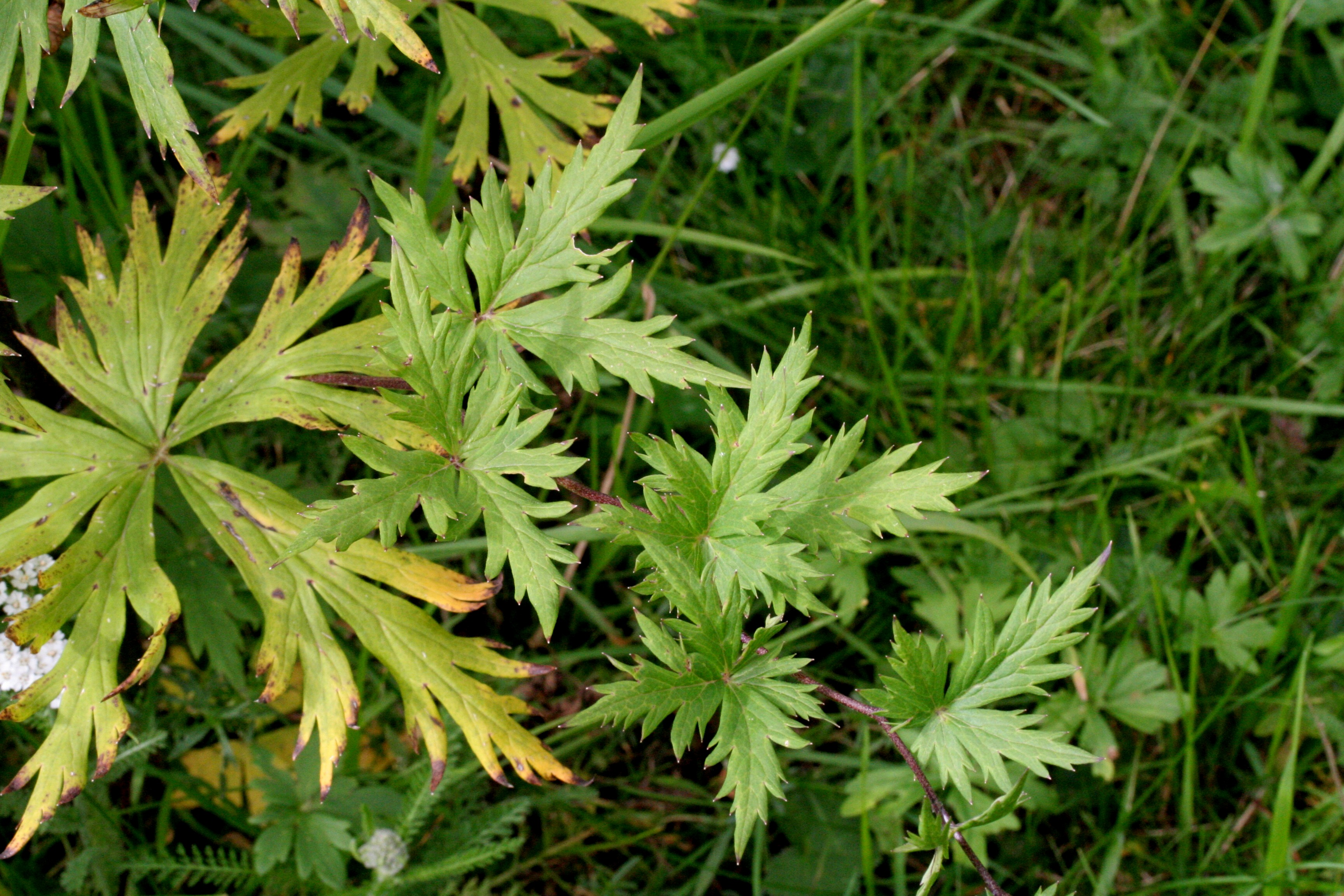
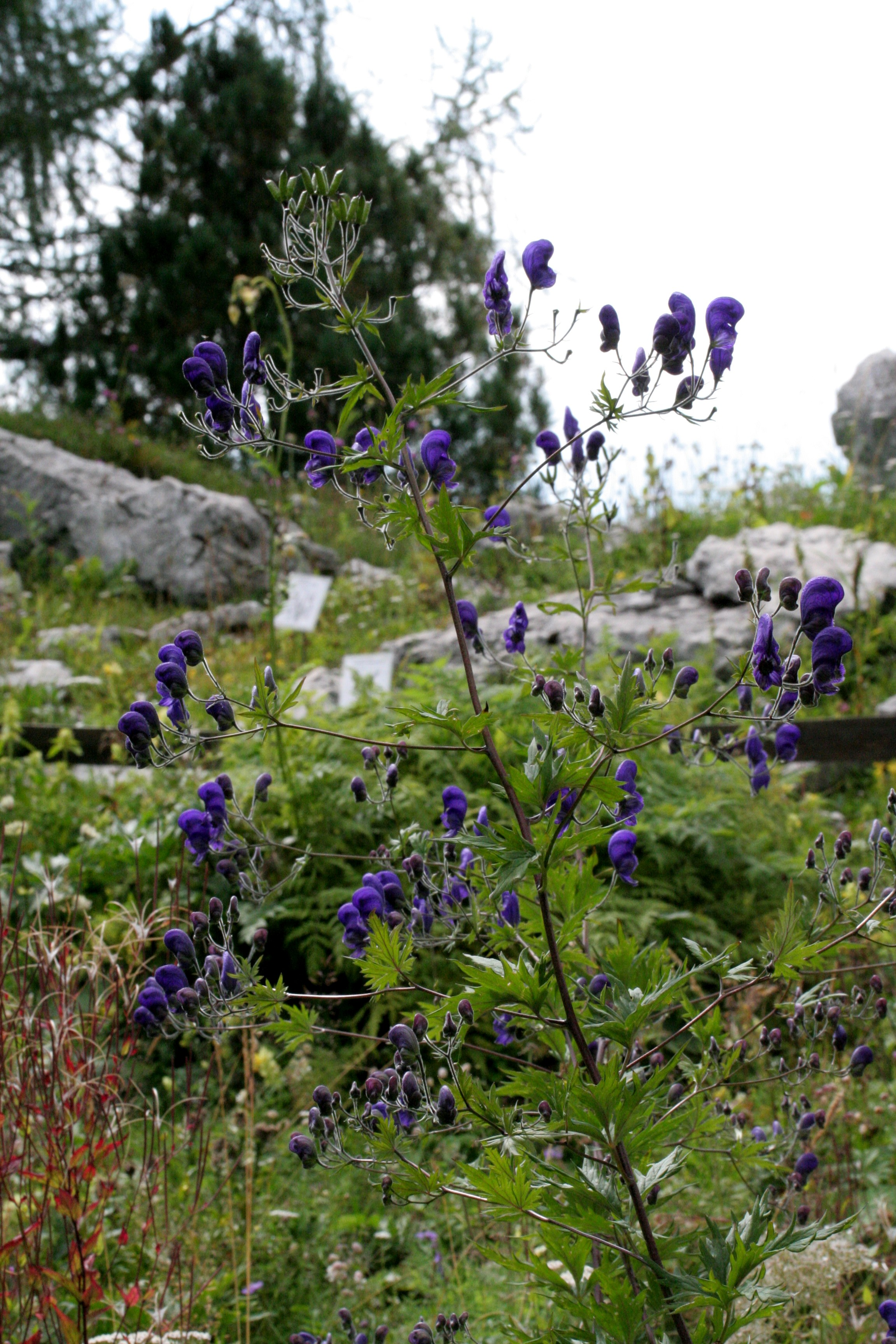
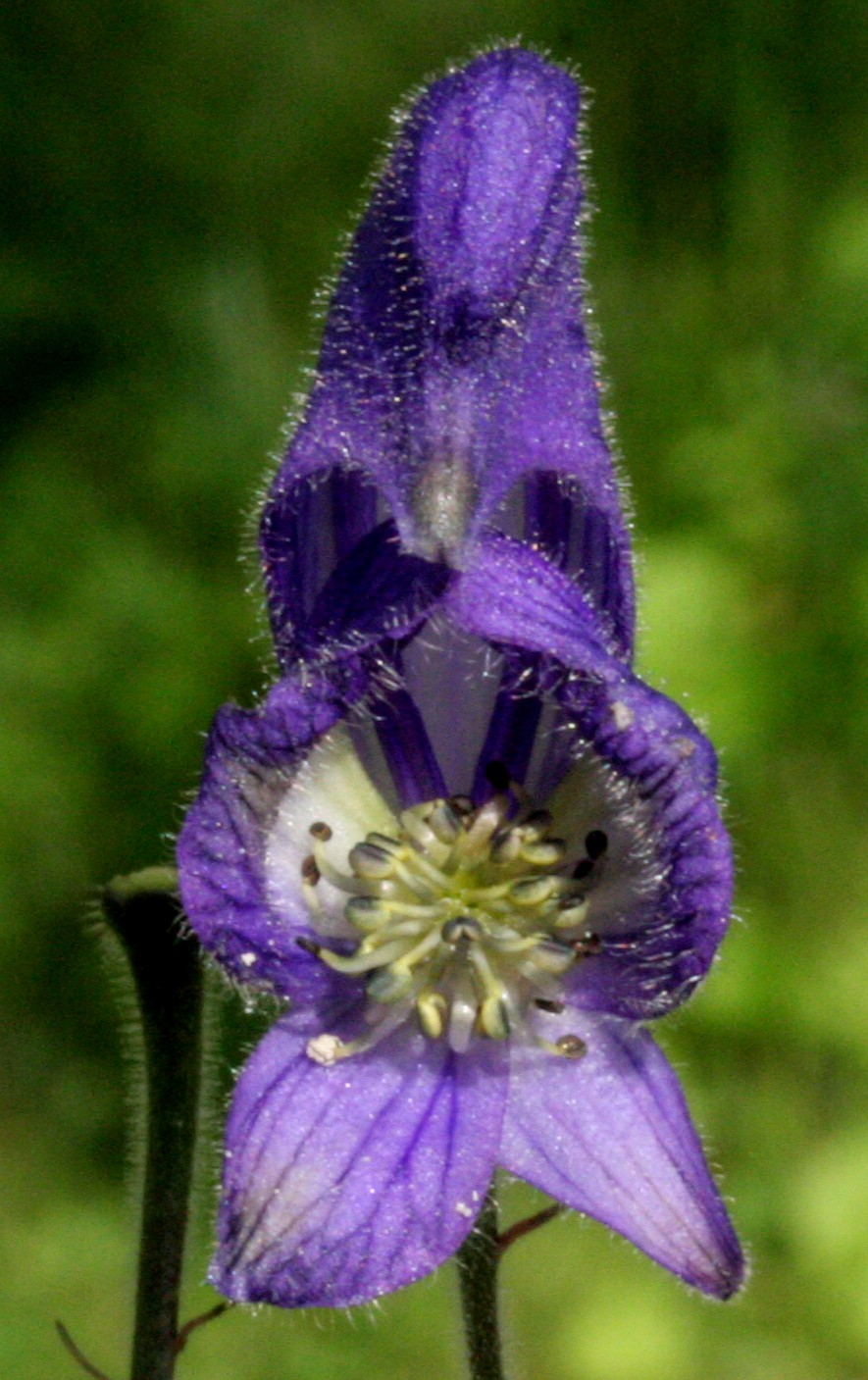
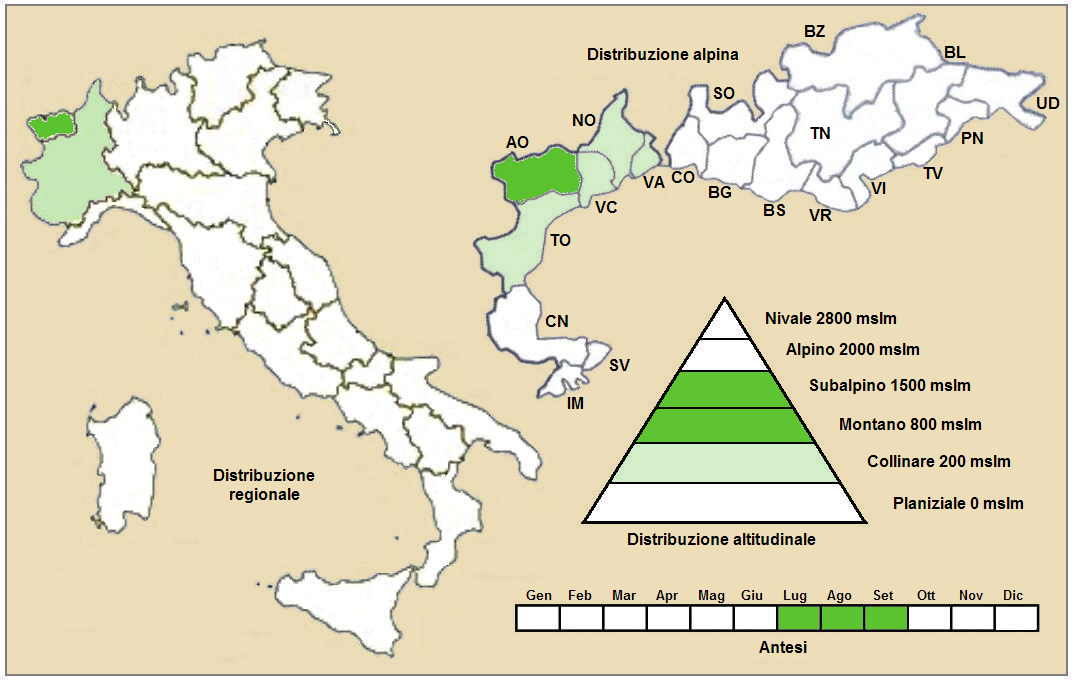